# Alfredo Pioda

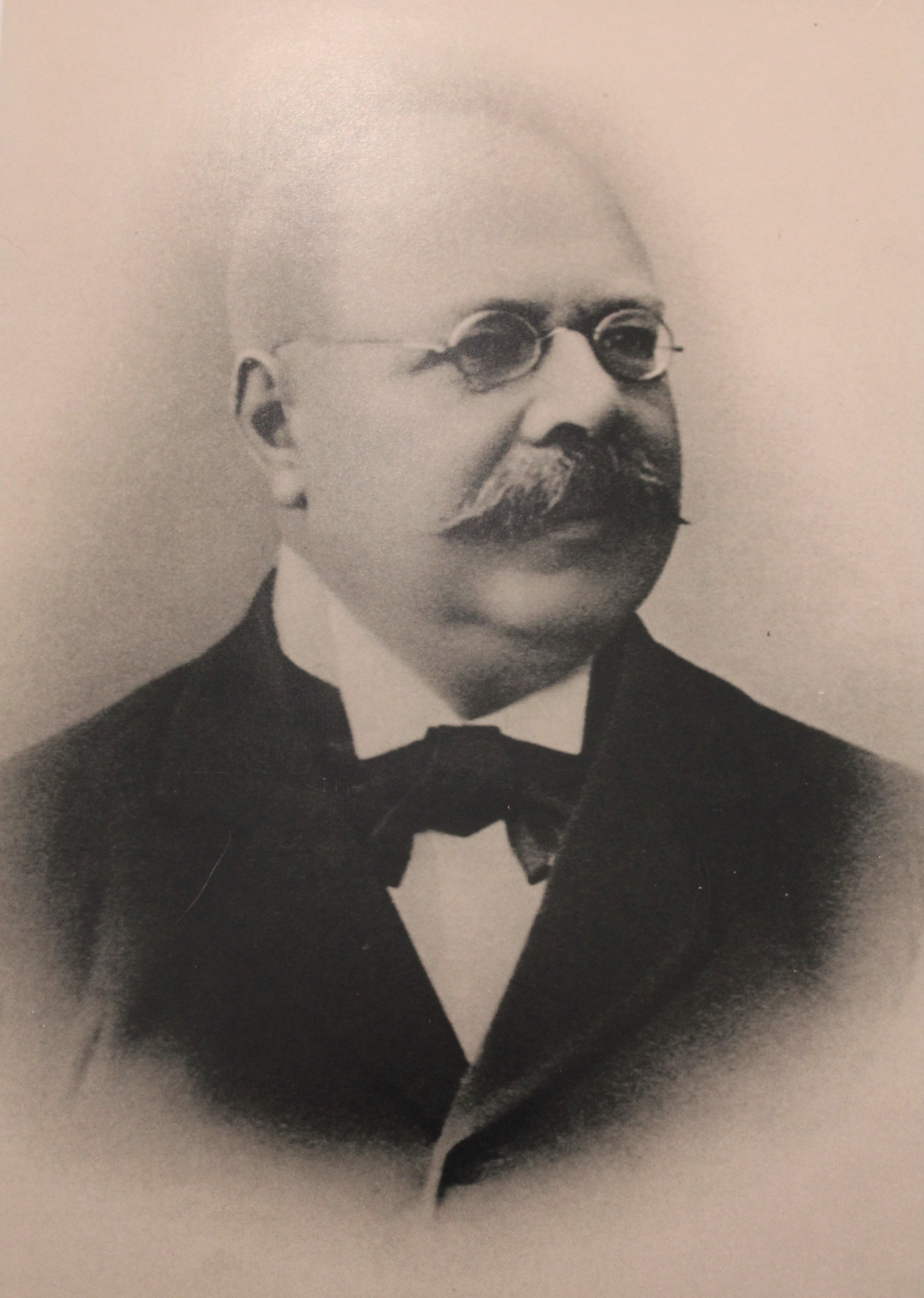
Alfredo Pioda

Alfredo Pioda (geboren 1. November 1848 in Locarno; gestorben 7. November 1909 ebenda) war ein Schweizer Philosoph, Jurist und Politiker.

## Leben
Pioda wurde als Sohn des Chirurgen Giacomo (gestorben 1852) und dessen Ehefrau Carolina geb. Bazzi geboren. Er besuchte in Locarno das Progymnasium und anschliessend das Kollegium Landriani und das Gymnasium in Lugano. Er studierte an den Universitäten Pisa, Turin und Heidelberg Rechtswissenschaften und promovierte darin 1870. Nach einem kurzen Versuch in Mailand im Beruf des Advokaten, der ihn aber augenscheinlich nicht befriedigte, kehrte er für ein Zweitstudium nach Heidelberg zurück und erlangte dort schliesslich einen Abschluss in Philosophie.
Er liess sich dann in Locarno dauerhaft nieder, arbeitete zu Geschichte, Literatur, Theosophie und Spiritismus und schrieb zu diesen Themen Zeitschriftenartikel und Bücher. Ausserdem betätigte er sich intensiv als Übersetzer. Er engagierte sich zuerst kommunalpolitisch und war von 1884 bis 1887 Mitglied des Gemeinderats von Locarno. Dann weitete er seine politische Arbeit aus und war von 1893 bis 1909 Mitglied des Grossen Rats des Kantons Tessin und des Schweizerischen Nationalrats. Alfredo Pioda war Mitglied der Liberalen und im Jahre 1900 deren Tessiner Parteipräsident.
Pioda plante 1889 mit Franz Hartmann und Gräfin Constance Wachtmeister die Errichtung eines theosophischen Klosters Fraternitas auf der damaligen Monescia, die zu guten Teilen in seinem Besitz war. Das Kloster wurde nicht erbaut, aber ein paar Jahre später dort die Kooperative Monte Verità gegründet.

## Schriften
- Le confessioni di un visionario. (Memoiren), ursprünglich: Carlo Colombi, Bellinzona 1891; Reprint: Casagrande, Bellinzona 1990, ISBN 88-7713-067-9.